# Herb Tarnowskich Gór
Herb Tarnowskich Gór – jeden z głównych symboli miasta Tarnowskie Góry.

## Wygląd

Herb Wielki

Herb miasta stanowi tarcza dwudzielna w słup, w połowie prawej pół czarnego orła ze złotymi (żółtymi) dziobem oraz szponami w polu srebrnym (białym); w połowie lewej dzielonej w pas u góry złote (żółte) skrzydło orle w polu czarnym, u dołu skrzyżowane górniczy młot i kilof o złotych (żółtych) trzonkach i stalowych głowicach w polu srebrnym (białym); ponad tarczą hełm turniejowy z czarno-srebrnymi (białymi) labrami, a ponad nim w klejnocie złote (żółte) skrzydło orle ze skrzyżowanymi górniczym młotem i kilofem o srebrnych (białych) trzonkach i stalowych głowicach.

## Historia
Od 1529 roku urząd górniczy w Tarnowskich Górach, pełniący również funkcje administracyjne, używał pieczęci z nadanym przez księcia Jana II Opolskiego herbem – dwudzielnym w pas, w którego górnym polu na niebieskim tle znalazło się złote skrzydło orła Piastów górnośląskich, a w dolnym – dwa skrzyżowane narzędzia górnicze: pyrlik i żelazko. Nie jest pewny kolor pola dolnego; według Mariana Gumowskiego złote narzędzia górnicze mogły być na czerwonym polu , inni badacze twierdzą, że pole było zielone.
25 lipca 1562 roku Jerzy Fryderyk von Ansbach potwierdził dotychczas nadane miastu przywileje, zmienił również jego herb  – odtąd na tarczy herbowej dzielonej w słup, po stronie prawej (heraldycznej) widniała połowa czarnego orła Hohenzollernów na białym tle, a po stronie lewej dzielonej na dwie części, w polu górnym złote skrzydło orła piastowskiego na czarnym tle, a w polu dolnym skrzyżowany pyrlik i żelazko na białym tle. Nad tarczą hełm turniejowy z czarnymi i białymi labrami, a nad hełmem żółte skrzydło orle z godłem górniczym .
Od początku lat 50. XX wieku miasto używało herbu z 1529 roku. W 1990 roku, zgodnie z sugestią Gumowskiego, barwę dolnego pola zmieniono z zielonej na czerwoną . Uchwałą nr XLIX/533/2002 Rady Miejskiej w Tarnowskich Górach z dnia 7 sierpnia 2002 r. jednomyślnie przywrócono herb nadany przez Jerzego Fryderyka von Ansbach – w wersji małej i w wersji wielkiej.

## Galeria

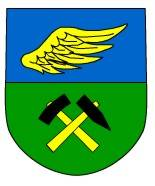
Herb obowiązujący w latach 1954–1990
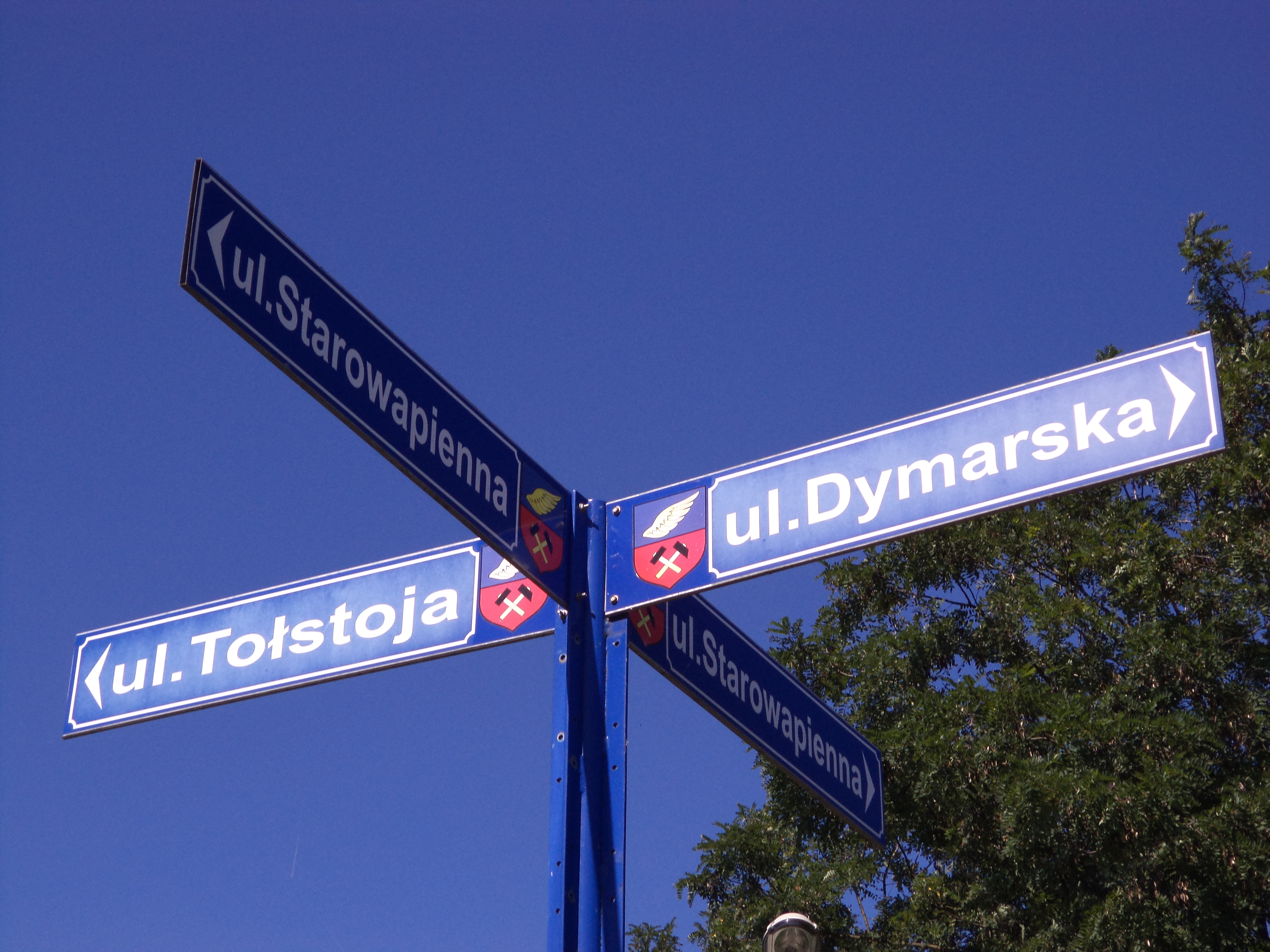
Herb obowiązujący w latach 1990–2002 zachowany na drogowskazie w dzielnicy Opatowice
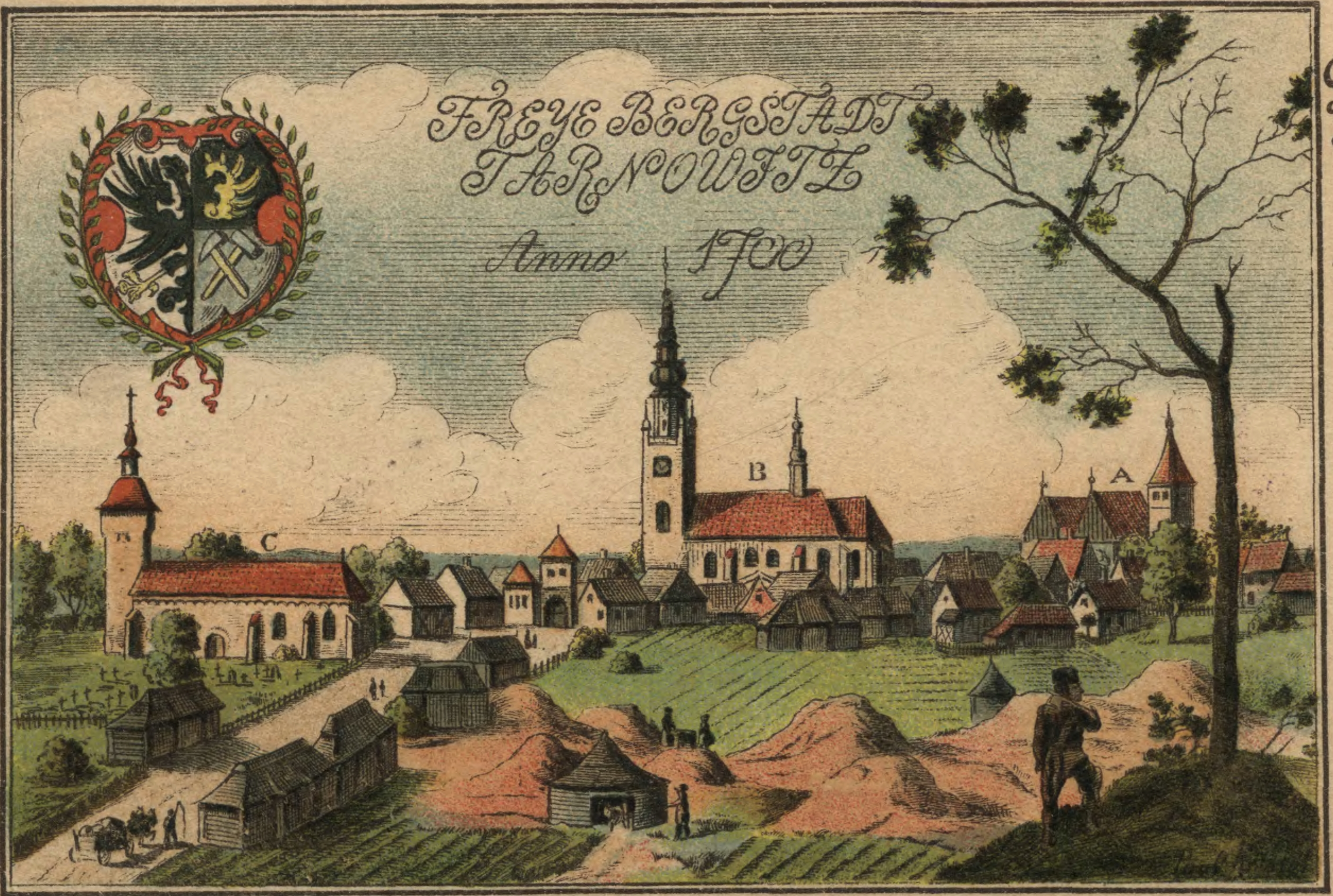
Widok Tarnowskich Gór od strony południowej okres 1700 roku, uwieczniony przez Paula Knötela. Po lewej stronie znajduje się herb miasta.
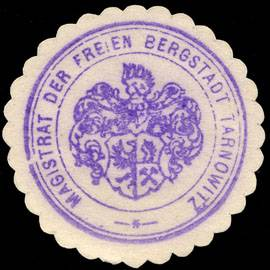
Herb na odcisku pieczęci Wolnego Miasta Górniczego Tarnowice
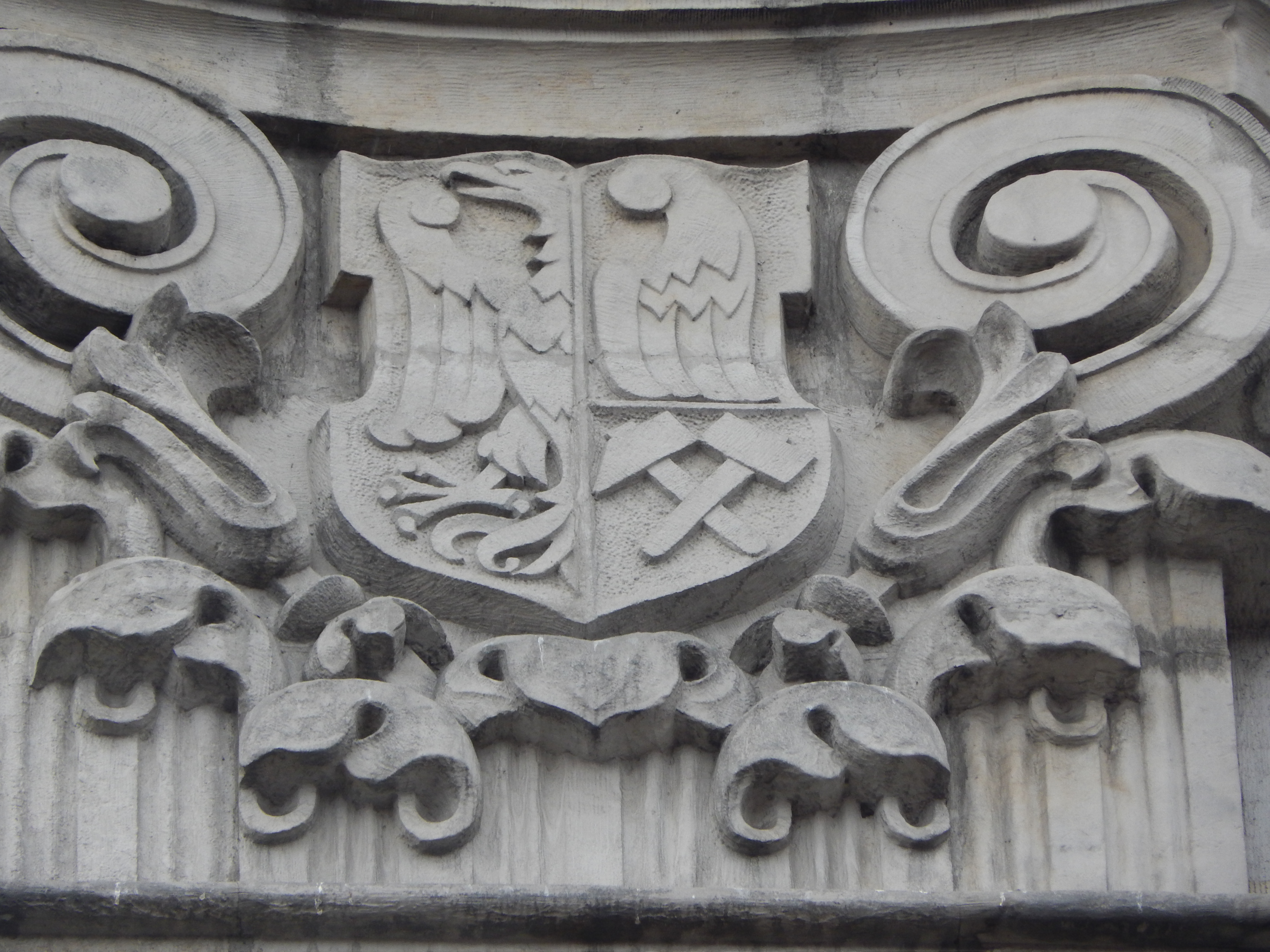
Herb Tarnowskich Gór zdobiący elewację Gmachu Sejmu Śląskiego w Katowicach
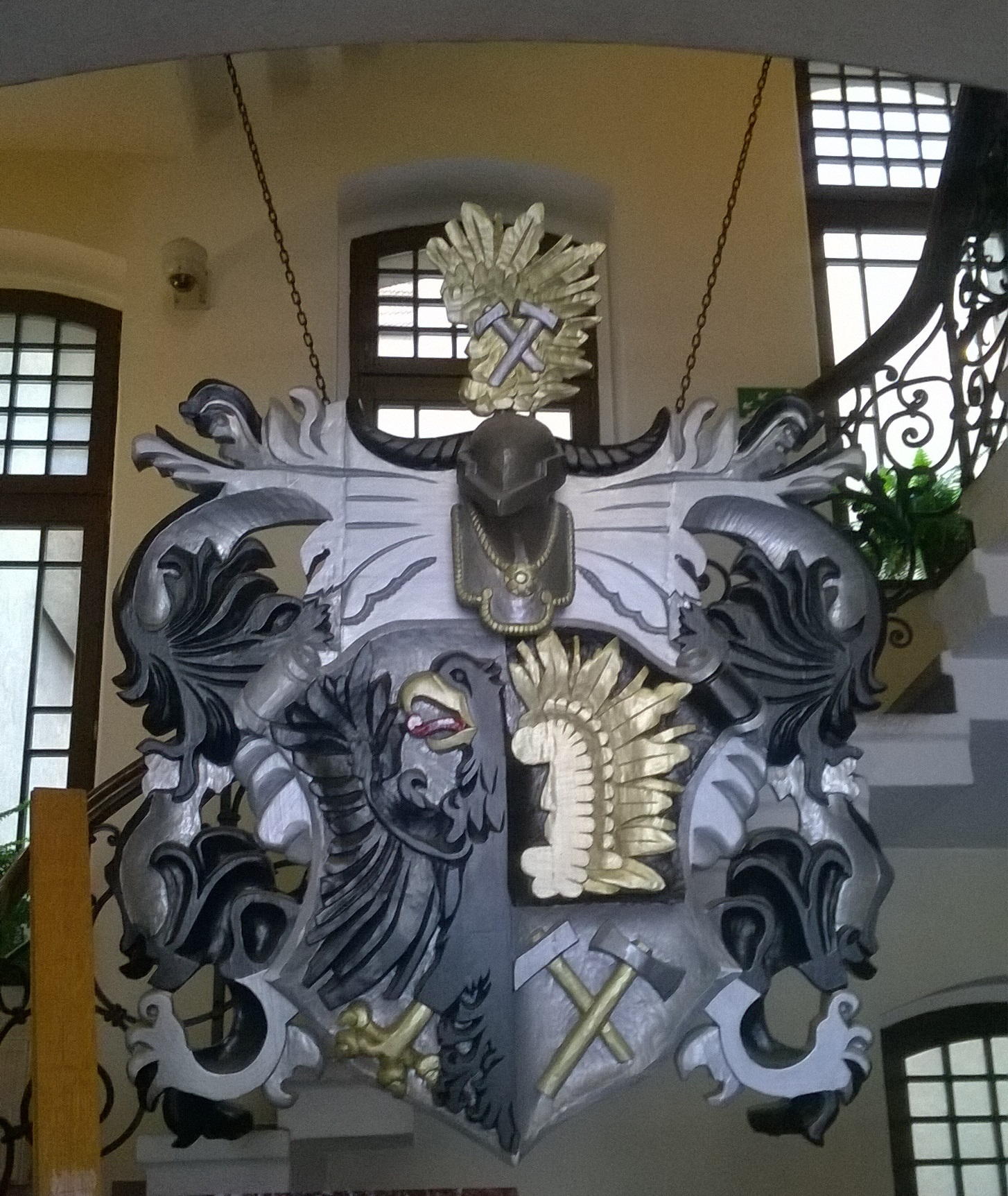
Herb wielki miasta w hallu ratusza